# Пендерецкий, Кшиштоф
Кши́штоф Пендере́цкий (пол. Krzysztof Penderecki; 23 ноября 1933, Дембица — 29 марта 2020, Краков) — польский композитор, дирижёр и педагог.

## Юность
Родился в семье адвоката Тадеуша Пендерецкого и Зофии Витгенштейн. Его дед — Роберт Бергер, немецкого происхождения, — был директором банка и талантливым художником; бабушка — Евгения Шилкиевич — была армянкой.
С детства обучался игре на скрипке и фортепиано. В конце 1940-х годов играл в городском духовом оркестре Дембицы. Позже, в гимназии, Кшиштоф организовал собственный оркестр, в котором был и скрипачом, и дирижёром. В 1955 году переезжает учиться в Краков, где занимается теоретическими дисциплинами с Ф. Сколышевским — пианистом и композитором, физиком и математиком.
В 1955—1958 годах учился у Малявского и Веховича в Краковской консерватории.
Большое влияние на молодого Пендерецкого оказало творчество Бартока, Стравинского. Внимательное изучение произведений Булеза и Ноно (знакомство с последним состоялось в 1958 году) способствовало его увлечению авангардом.

## Авангардный период
Пендерецкий преподавал композицию в Кракове, Эссене и Йеле. Среди его учеников в этот период — Антоний Вит, Марек Стаховский.
Первый успех Пендерецкого как композитора — победа в 1959 году на всепольском композиторском конкурсе, организованном Союзом польских композиторов: Пендерецкий представил жюри свои сочинения «Строфы», «Эманации» и «Псалмы Давидовы».
В начале 1960-х годов Пендерецкий получил всемирную известность как один из главных представителей восточноевропейского музыкального авангарда. Композитор регулярно участвует в международных фестивалях современной музыки в Варшаве, Донауэшингене, Загребе.
В раннем творчестве экспериментировал в области современных свойств выразительности — главным образом сонорики, активно применял кластеры, нетрадиционные способы пения (в том числе хорового) и игры на музыкальных инструментах, имитировал музыкальными средствами различные крики, стоны, свисты, шёпоты. Для адекватного воплощения музыкального замысла композитор использовал в партитурах специально придуманные знаки. Среди характерных сочинений этого периода — «Плач по жертвам Хиросимы» (1960), Симфония № 1 (1973).
Главная художественная задача композитора в ранних сочинениях — достижение максимально эмоционального воздействия на слушателя, а главными темами становились страдание, боль, истерия. Так, например, сочинение для 48 струнных «Полиморфия» (1961) было основано на энцефалограммах больных людей, сделанных во время прослушивания ими «Плача по жертвам Хиросимы». Единственная опера этого периода — «Дьяволы из Лудена» (1966, по одноимённому роману Олдоса Хаксли) повествует о массовой истерии среди монахинь женского монастыря и отличается чёткостью, графичностью в передаче ситуации эротического помешательства.
Вместе с тем уже в этот период проявилось характерное для Пендерецкого увлечение религиозной тематикой («Stabat Mater», 1962; «Страсти по Луке», 1965; «Утреня», 1970—1971), благодаря которой в его сочинениях появляются музыкальные интонации григорианского пения, православной литургической традиции и И. С. Баха.

## Творчество середины 1970-х — 2000-х годов
С середины 1970-х годов Пендерецкий выступал как дирижёр, в том числе с исполнением собственных сочинений. В 1972—1987 годах Пендерецкий — ректор Краковской консерватории.
С середины 1970-х годов музыкальный стиль Пендерецкого эволюционирует в сторону большей традиционности, тяготеет к неоромантизму, обнаруживает влияние Франца Шуберта, Яна Сибелиуса, Густава Малера, Дмитрия Шостаковича. Основное внимание композитор уделяет крупным вокально-симфоническим и симфоническим произведениям («Польский реквием», 1980—2005; «Credo», 1998; два скрипичных концерта, 1977, 1992—1995; симфонии № 2—8). Седьмая («Семь врат Иерусалима», 1996) и Восьмая симфонии включают в себя вокальные партии, отсылая тем самым слушателя к традициям Малера и Шостаковича.
Одно из крупнейших сочинений позднего Пендерецкого — «Польский реквием» — писалось в течение нескольких десятилетий (1980—2005). В 1980 году появился его первый фрагмент — «Lacrimosa», написанная в память о гданьских докерах, расстрелянных во время восстания против тоталитарного режима десятью годами раньше; композитор посвятил эту музыку Леху Валенсе и возглавляемому им союзу «Солидарность». В 1981 году появился «Agnus Dei», посвящённый памяти глубоко почитаемого в Польше кардинала Вышинского; в 1982 — «Recordare Jesu pie», написанный по случаю причисления к лику блаженных священника Максимилиана Кольбе, который в 1941 году, спасая другого пленника, добровольно пошёл на смерть в Освенциме. В 1984 году — в сороковую годовщину Варшавского восстания против нацистской оккупации — был создан «Dies Irae» (отличный от одноимённого сочинения 1967 года). Первая редакция «Польского реквиема» впервые прозвучала в Штутгарте в сентябре 1984 года под управлением Мстислава Ростроповича. В 1993 году композитор дописал к партитуре «Sanctus» (в таком виде «Польский реквием» был исполнен на фестивале Пендерецкого в Стокгольме 11 ноября 1993 года под управлением автора). В 2005 году Пендерецкий дописал к реквиему «Чакону для струнного оркестра» памяти Папы Иоанна Павла II.
Музыка Кшиштофа Пендерецкого использована в фильмах Алена Рене «Люблю тебя, люблю» (1968), Уильяма Фридкина «Экзорцист», Стэнли Кубрика «Сияние», Анджея Вайды «Катынь», Мартина Скорсезе «Остров проклятых», Дэвида Линча «Внутренняя империя», «Твин Пикс» (сезон 3, серия 8), Альфонсо Куарона «Дитя человеческое», Александра Муратова «Моонзунд», в сериале «Секретные материалы».

## Музыка, жанр музыки композитора
Музыка Пендерецкого (даже сложнейшие эксперименты в области атональной музыки) всегда рассчитана на широкого слушателя и выгодно отличается от многих элитарных произведений композиторов XX века относительной доступностью музыкального языка. В произведениях атонального периода творческое высказывание Пендерецкого всегда было открыто лапидарным; в более поздних произведениях обнаруживает сложившиеся под влиянием Шостаковича серьёзность, ясный пафос и внутреннее напряжение.
Творчество Пендерецкого проникнуто идеями экуменизма. Будучи католиком, Пендерецкий нередко обращается к православной традиции («Утреня», 1970—1971; «Слава святому Даниилу, князю Московскому», 1997). Произведение написано по заказу А. С. Пономарёва, директора канала ТВ-6 Москва, который познакомился с Пендерецким по инициативе Бари Алибасова.
С большим интересом Пендерецкий относился к русской культуре, что проявилось при создании сочинений «Слава святому Даниилу, князю Московскому» (1997), «Страсти по Иоанну» (на тексты из Библии, Булгакова и Достоевского; возможно, не окончено) и упоминавшейся в некоторых интервью оратории на тексты Сергея Есенина.
Большинство сочинений позднего Пендерецкого написаны на заказ. Среди музыкантов, в расчёте на мастерство которых созданы произведения композитора — Мстислав Ростропович.
Скончался в Кракове после продолжительной болезни 29 марта 2020 года. 2 апреля 2020 года состоялась похоронная церемония в присутствии близких родственников с временным захоронением урны с прахом композитора в крипте костёла Святого Флориана в Кракове. Окончательная похоронная церемония с государственными почестями состоялась 29 марта 2022 года в Национальном пантеоне костёла Святых Петра и Павла в Кракове.

## Награды
- Орден Белого орла (2005 год)[15].
- Командор со звездой ордена Возрождения Польши (1993 год)[16].
- Командор ордена Возрождения Польши (1974 год)[17].
- Кавалер ордена Возрождения Польши (1964 год)[18].
- Орден «Знамя Труда» I степени.
- Золотая медаль «За заслуги в культуре Gloria Artis» (2005 год)[19].
- Командор ордена «За заслуги перед Федеративной Республикой Германия» (Германия, 1990 год)[20].
- Большой золотой почётный знак «За заслуги перед Австрийской Республикой» (Австрия, 2003 год)[21].
- Австрийский почётный знак «За науку и искусство» (Австрия, 1992 год)[22].
- Командор ордена искусств и литературы (Франция, 1996 год)[23].
- Кавалер ордена Заслуг (Люксембург, 2009 год)[24].
- Офицер ордена «За заслуги перед Итальянской Республикой» (Италия, 14 марта 2000 года)[25].
- Командор ордена Культурных заслуг (Монако, 1993 год)[23].
- Орден Утренней звезды с ликом Марка Марулича (Хорватия, 27 мая 1999 года)[26].
- Орден Утренней звезды с ликом Антуна Радича (Хорватия, 20 декабря 2013 года)[27].
- Большой крест ордена pro Merito Melitensi (Мальтийский орден, 2011 год)[28].
- Командор ордена Льва Финляндии (Финляндия, 2008 год)[29].
- Командор ордена Трёх звёзд (Латвия, 12 октября 2006 года)[30].
- Офицер ордена Великого князя Литовского Гядиминаса (Литва, 19 ноября 1998 года)[31].
- Орден Креста земли Марии I степени (Эстония, 14 марта 2014 года)[32].
- Орден Почёта (Армения, 28 октября 2009 года) — за значительный вклад в укрепление и развитие армяно-польских культурных связей, а также выдающиеся достижения в области мировой музыки[33].
- Медаль «За заслуги перед Отечеством» 1 степени (Армения, 22 ноября 2013 года)[34].
- Офицер ордена Бернардо О’Хиггинса (Чили, 2008 год)[35].
- Золотая медаль Министерства культуры Республики Армения (2018)[36].
- Премия принца Астурийского в области искусства (2001 год).
- Императорская премия (2004 год).
- Международная премия «Балтийская звезда» (2006 год)[37].
- Золотая почётная медаль «За заслуги перед Малопольским воеводством» (2013 год)[38].
- Почётный знак Подляского воеводства (2013 год)[39].
- Почётный знак Подкарпатского воеводства [40].
- Почётный гражданин Кракова.

## Признание
- В 1992 году Пендерецкий был удостоен Премии Гравемайера за Адажио для большого оркестра (1989).
- 29 апреля 2003 года дирижёру и композитору Кшиштофу Пендерецкому было присвоено звание доктора Honoris causa Санкт-Петербургского государственного университета.
- 6 ноября 2008 года Гданьской Музыкальной Академией дирижёру и композитору Кшиштофу Пендерецкому было присвоено звание доктора Honoris causa.
- 4 июня 2010 года Харьковским университетом искусств имени Котляревского — Кшиштофу Пендерецкому присвоено звание почётного доктора университета.

## Сочинения

### Оперы
- 1965: Самый смелый рыцарь («Najdzielniejszy z rycerzy»), опера для детей;
- 1968—1969: Дьяволы из Лудёна (The Devils of Loudun) — опера в трёх актах на либретто Кшиштофа Пендерецкого по мотивам одноимённого романа Олдоса Хаксли (новая ред.: 2012)
- 1976—1978: Потерянный рай (Paradise Lost, Raj utracony) — священное представление в двух актах по мотивам поэмы Джона Милтона
- 1986: Чёрная маска — одноактная опера на либретто Харри Купфера и Кшиштофа Пендерецкого по мотивам драмы Герхарда Гауптмана; премьера в Венской гос. опере, 1986
- 1990—1991: Король Убю (Ubu Rex) — опера-буффа в двух актах на либретто Ежи Яроцкого по мотивам драмы «Король Убю» Альфреда Жарри.

### Вокально-симфонические сочинения
- 1959: Строфы для сопрано, чтеца и десяти инструментов (на слова Менандра, Софокла и др.)
- 1958: Псалмы Давида для смешанного хора и струнных (на тексты псалмов XXVIII, XXX, XLIII и CXLIII)
- 1959—1960: Wymiary czasu i ciszy («Меры времени и тишины») для 40-голосного смешанного хора (САТБ), ударных и струнных;
- 1964: Cantata in honorem Almae Matris Universitatis Iagellonicae sescentos abhinc annos fundatae для двух смешанных хоров и оркестра;
- 1963—1966: Passio Et Mors Domini Nostri Jesu Christi Secundum Lucam («Страсти по Луке») для сопрано, баритона, баса, чтеца, хора мальчиков, трёх хоров САТБ и оркестра;
- 1967: Dies irae. Подзаголовок: Oratorium ob memoriam in perniciei castris in Oświęcim necatorum inexstinguibilem reddendam, для сопрано, тенора, баса, хора САТБ и оркестра: I. Lamentatio, II. Apocalypsis III. Apotheosis;
- 1970: Космогония для сопрано, тенора, баса, смешанного хора и оркестра;
- 1969—1970: Utrenja I (Jutrznia — złożenie do grobu) (Утреня I «Положение во гроб») для сопрано, альта, тенора, баса, баса-профундо, двух смешанных хоров и оркестра;
- 1970—1971: Utrenja II (Zmartwychwstanie) (Утреня II «Воскресение») для сопрано, альта, тенора, баса, баса-профундо, двух смешанных хоров и оркестра;
- 1970—1973: Canticum Canticorum Salomonis («Песнь песней») для 16-голосного смешанного хора, камерного оркестра и пары танцоров (ad lib.- по усмотрению исполнителей);
- 1973—1974: Magnificat для баса-соло, вокального ансамбля, двух смешанных хоров, голосов мальчиков и оркестра: I. Magnificat, II. Fuga, III. Et misericordia eius…, IV. fecit potentiam, V. passacaglia, IV. sicut locutus est, VII. gloria;
- 1979—1980: Te Deum для сопрано, меццо-сопрано, тенора, баса, двух смешанных хоров и оркестра;
- 1980—1984: Польский реквием для четырёх солистов, смешанного хора и оркестра (отредактирован в 1993; дополнен в 2005)
- 1995: Agnus Dei для четырёх солистов, смешанного хора и оркестра;
- 1997: Слава Святому Даниилу, князю Московскому для смешанного хора и оркестра;
- 1997: Hymn do św. Adalberta («Гимн святому Адальберту») для смешанного хора и оркестра;
- 1997—1998: Credo (Кредо) для пяти солистов (сопрано, меццо-сопрано, альта, тенора и баса), детского и смешанного хоров и оркестра;
- 2004: Phedra для голоса, хора и оркестра;
- 2008: Три китайские песни («Drei Chinesische Lieder») для высокого баритона и оркестра;
- 2009: Кадиш для солистов, смешанного хора и оркестра;
- 2011: Повеяло на меня море снов («Powiało na mnie morze snów…»), вокальный цикл для трёх солистов, смешанного хора и оркестра;
- 2014: Dies illa, для трёх солистов, трёх смешанных хоров и оркестра

### Симфонии исимфониетты
- 1972—1973: Симфония № 1, премьера состоялась 19 июля 1973 года
- 1979—1980: Симфония № 2 «Рождественская»
- 1988—1995: Симфония № 3 «Мюнхенская»
- 1989: Симфония № 4 «Парижская»
- 1991—1992: Симфония № 5 «Корейская»
- 1992: Симфониетта № 1 для струнных
- 1994: Симфониетта № 2 для кларнета и струнных
- 1996: Симфония № 7 «Семь врат Иерусалима» («Siedem bram Jerozolimy») для пяти солистов, чтеца, смешанного хора и оркестра
- 2004—2005: Симфония № 8 «Песни мимолётности» («Lieder der Vergänglichkeit») для сопрано, меццо-сопрано, баритона, хора и оркестра (новая ред.: 2007)
- 2008: Симфониетта № 3
- 2008—2017: Симфония № 6 «Китайские песни» («Chinesische Lieder») для баритона и оркестра[41]

### Оркестровая музыка
- 1959—1960: Anaklasis для 42 струнных инструментов и ударных;
- 1961—1962: Fluorescencje («Флуоресценции») для оркестра;
- 1966: De natura sonoris No. 1 («О природе звука») для оркестра;
- 1967: Pittsburgh Ouverture для духового оркестра;
- 1971: Prélude для медных духовых, ударных и контрабасов;
- 1971: De natura sonoris No. 2 для оркестра;
- 1974: «Przebudzenie Jakuba» («Пробуждение Иакова») для оркестра;
- 1979: Adagietto из оперы «Потерянный рай» для оркестра;
- 1994: Entrata для 4-х валторн, 3-х труб, 3-х тромбонов, тубы и литавр;
- 1995: Adagio из симфонии № 3;
- 1998: Luzerner Fanfare для 8-ми труб и ударных;
- 2003: Fanfarria Real для оркестра;
- 2003: Largo для виолончели с оркестром;
- 2015: Полонез для оркестра;
- 2019: Полонез №2 для оркестра

### Сочинения для струнного оркестра
- 1959: Emanacje («Эманации») для двух струнных оркестров;
- 1960: Плач по жертвам Хиросимы для 52 струнных инструментов
- 1961: Полиморфия для 48 струнных инструментов
- 1962: Kanon для струнного оркестра;
- 1973: Intermezzo для 24-х струнных инструментов;
- 1996—1997: Serenade для струнного оркестра: Passacaglia (1996), Larghetto (1997);
- 1998: De profundis из симфонии № 7;
- 2013: Adagio из симфонии № 3

### Сочинения для джазового ансамбля
- 1971: Actions для джазового ансамбля

### Концертные сочинения
- 1961: Фонограммы для флейты и камерного оркестра
- 1964: Каприччио для гобоя и 10 струнных
- 1964: Соната для виолончели с оркестром
- 1966—1967: Концерт № 1 для виолончели с оркестром (новая ред.: 1971—1972)
- 1967: Каприччио для скрипки с оркестром
- 1971: Партита для клавесина, электрической гитары, фагота, арфы, контрабаса и оркестра (новая ред.: 1991)
- 1976—1977: Концерт № 1 для скрипки с оркестром (новая ред.: 1988)
- 1982: Концерт № 2 для виолончели с оркестром
- 1983: Концерт для альта (виолончели или кларнета) с оркестром
- 1984: Концерт для альта, струнных, ударных и челесты (обработка предыдущего произведения)
- 1992: Концерт для флейты (или кларнета) с оркестром
- 1992—1995: Концерт № 2 «Метаморфозы» («Metamorfozy») для скрипки с оркестром
- 2000: Музыка для блок-флейты, маримбы и струнных;
- 2001: Concerto Grosso № 1 для трёх виолончелей с оркестром
- 2001—2002: Концерт «Воскресение» («Resurection») для фортепиано с оркестром (новая ред.: 2007)
- 2004: Concerto Grosso № 2 для пяти кларнетов с оркестром
- 2008: Концерт для валторны с оркестром (новая ред.: 2009)
- 2012: Двойной концерт для скрипки и альта с оркестром;
- 2015: Концертино для трубы с оркестром;
- 2015: Концерт для альтового саксофона с оркестром (обработка концерта для альта с оркестром)

### Камерные сочинения
- 1953: Соната для скрипки и фортепиано;
- 1956: 3 миниатюры для кларнета и фортепиано;
- 1959: Миниатюра для скрипки и фортепиано;
- 1960: Quartetto per archi No. 1 (I Струнный квартет);
- 1968: Каприччио для Зигфрида Пальма
- 1968: Quartetto per archi No. 2 (II Струнный квартет);
- 1980: Каприччио для тубы соло;
- 1984: Cadenza для альта соло;
- 1985—1986: Per Slava для виолончели соло;
- 1987: Prélude для кларнета соло in B;
- 1988: Der unterbrochene Gedanke для струнного квартета;
- 1990—1991: Струнное трио;
- 1993: Квартет для кларнета, скрипки, альта и виолончели;
- 1994: Divertimento для виолончели соло;
- 1999: Соната для скрипки и фортепиано № 2;
- 2000: Секстет для скрипки, альта, виолончели, кларнета, валторны и фортепиано;
- 2004: Tempo di Valse для виолончели соло;
- 2007: Серенада для трёх виолончелей;
- 2008: Каприччио для скрипки соло;
- 2008: Quartetto per archi No. 3 (III Струнный квартет);
- 2010: Violoncello totale для виолончели соло;
- 2015: Струнный квинтет, для двух скрипок, альта, виолончели и контрабаса (переложение III Струнного квартета);
- 2016: Quartetto per archi No. 4 (IV Струнный квартет)

### Киномузыка
- 1964: Рукопись, найденная в Сарагосе, реж. — Войцех Хас
- 1968: Люблю тебя, люблю, реж. — Ален Рене

### Электронная музыка
- 1961: Psalmus для магнитной ленты;
- 1972: Ekecheiria — музыка для магнитной ленты в честь XX Олимпийских игр

### Сочинения для хора a cappella
- 1962: Stabat Mater из Страстей по Луке для трёх смешанных хоров САТБ;
- 1965: Miserere из Страстей по Луке для трёх смешанных хоров АТБ и хора мальчиков ad lib.;
- 1965: In Pulverem Mortis из Страстей по Луке для трёх смешанных хоров САТБ;
- 1972: Ecloga VIII (Vergili «Bucolica») для 6 голосов ААТБББ;
- 1981: Agnus Dei из Польского Реквиема для смешанного хора ССААТТББ;
- 1986: Иже херувимы для смешанного хора ССААТТББ на староцерковнославянский текст;
- 1987: Veni creator (Hrabanus Maurus) для смешанного хора ССААТТББ;
- 1992: Benedicamus Domino (Organum i Psalm 117) для пятиголосного мужского хора ТТТББ;
- 1993: Benedictus для смешанного хора САТБ;
- 2008: Sanctus для хора